# Catopsis nutans
Catopsis nutans là một loài thực vật có hoa trong họ Bromeliaceae. Loài này được (Sw.) Griseb. mô tả khoa học đầu tiên năm 1864.